# Billockby
Billockby – wieś w Anglii, w Norfolk. W 1931 wieś liczyła 58 mieszkańców. Billockby jest wspomniana w Domesday Book (1086) jako Bit(h)lakebei.